# Arrhamphus sclerolepis
Arrhamphus sclerolepis är en fiskart som beskrevs av Günther, 1866. Arrhamphus sclerolepis ingår i släktet Arrhamphus och familjen Hemiramphidae.

## Underarter
Arten delas in i följande underarter:
- A. s. sclerolepis
- A. s. krefftii